# Чешско-Моравская конфедерация профсоюзов
Чешско-Моравская конфедерация профсоюзов (ČMKOS) (чеш. Českomoravská konfederace odborových svazů) — профсоюзный центр в Чехии.

## История
После начала Бархатной революции, в ЧССР стали организовываться независимые от Революционного профсоюзного движения (РПД) профсоюзные организации и стачечные комитеты, которые стали движущей силой общенациональной забастовки 27 ноября 1989 года и сформировали параллельный к РПД Координационный центр профсоюзов. Словацкое отделение РПД откололось от организации и примкнуло к Координационному центру, а уже 3 марта 1990 года на профсоюзной конференции чешского отделения РПД было принято решение о самороспуске РПД и создании Чешско-Словацкой конфедерации профсоюзов.
9 мая 1990 года Чешско-Словацкая конфедерация профсоюзов становится членом Международной конфедерации свободных профсоюзов, а 5 декабря 1991 года конфедерация стала наблюдателем Европейской конфедерации профсоюзов. После распада Чехословакии, на съезде 20 ноября 1993 года было принято решение о создании Чешско-Моравской конфедерации профсоюзов. 14 декабря 1995 года ČMKOS становится членом Европейской конфедерации профсоюзов. В 2006 году ČMKOS выступила как одна из конфедераций-основателей Международной конфедерации профсоюзов.

## Численность и структура
Численность ČMKOS составляет около 310 тысяч человек, в состав конфедерации входит 30 отраслевых профсоюзов.